# Patera (planetaire geologie)
Patera (meervoud: paterae) is in de planetaire nomenclatuur een onregelmatige krater, of een complexe krater met geschulpte randen op een planeet, planetoïde of satelliet. Paterae kunnen een verschillende oorsprong hebben (vulkanisch, inslag of iets anders), hoewel de meeste zijn ontstaan door vulkanisme. De term komt van het Latijnse patera, een ondiepe kom die in de oude cultuur werd gebruikt.
De term patera, net als andere termen van planetaire nomenclatuur, beschrijft alleen de externe kenmerken van de structuur, maar niet de oorsprong of geologische structuur. De meerderheid van de paterae van Venus, Mars en Io zijn vulkanische kraters of caldeira's, maar sommige anderen (zoals Orcus Patera op Mars) zijn waarschijnlijk inslagkraters. Ten minste enkele paterae op Triton en de enige genaamde patera van Titan, Sotra Patera, hebben hoogstwaarschijnlijk een cryovulkanische oorsprong. Sommige auteurs gebruiken het criterium van lage diepte voor het definiëren van paterae. Er is echter geen duidelijke grens tussen paterae en de gebruikelijke kraters. 
Volgens sommige auteurs week het gebruik van de term patera af van de definitie ervan en werd het niet alleen als nomenclatuur, maar tot op zekere hoogte ook geologisch gebruikt om de vulkanische oorsprong van het kenmerk aan te geven. Nadat op Venus Cleopatra Patera een inslagkrater bleek te zijn in plaats van een vulkanische, zoals eerder gesuggereerd, werd deze omgedoopt tot krater Cleopatra.
Meestal krijgt een vulkanische krater een eigennaam als de vulkaan zelf laag en onopvallend is. Anders wordt de vulkanische berg benoemd en de krater blijft naamloos. In sommige gevallen werden namen van vulkanische kraters op Mars met de term patera eerder toegepast op de hele vulkaan. Maar in 2007 werden deze namen gekoppeld aan de kraters zelf, en de overeenkomstige vulkanische bergen kregen namen met de termen Mons of Tholus. Een voorbeeld van dergelijke bergen is Alba Mons, dat zijn naam pas 34 jaar na zijn krater Alba Patera kreeg.

## Naamgeving
De term patera werd (samen met 12 andere nomenclatuurtermen) in 1973 geïntroduceerd in de planetaire nomenclatuur, op de 15e Algemene Vergadering van de Internationale Astronomische Unie (IAU). In augustus 2016 waren er 249 paterae benoemd, 144 op Io, 73 op Venus, 20 op Mars, 6 op Ganymedes, 5 op Triton en 1 op Titan. 
De IAU gebruikt de volgende conventies voor het benoemen van paterae:
- Venus: beroemde vrouwen
- Mars: nabijgelegen albedo, op klassieke kaarten van Giovanni Schiaparelli of Eugène Antoniadi
- Satellieten van Jupiter:
  - Io: goden of helden die verband houden met vuur, zon, donder, vulkanen; mythische smeden
  - Ganymedes: wadi's van de regio Vruchtbare Sikkel
- Satelliet van Saturnus:
  - Titan: goden van geluk, vrede en harmonie van verschillende volkeren. Maar eigenlijk is de enige benoemde patera van Titan vernoemd naar het Noorse eiland Sotra, overgenomen van de geannuleerde naam van Sotra Facula[8]
- Satelliet van Neptunus:
  - Triton: namen die verband houden met water, met uitzondering van Griekse en Romeinse namen.